# 카운트다운: 쇼크웨이브
《카운트다운: 쇼크웨이브》(영어: Shockwave: Countdown to Disaster)는 2017년 공개된 미국의 영화이다. 

## 출연진
- 스테이시 오리스타노 - 케이트 역
- 립 힐리스 - 롭 역
- 모건 린드홀름 - 제시 역